# Pie rouge de Suède
La pie rouge de Suède est une race bovine suédoise. Elle s'appelle Svensk rödbrokig boskap ou Svensk röd och vit boskap dans son pays d'origine.

## Origine
C'est une race relativement récente qui résulte du croisement de la Rouge de Suède, de la rouge de Norvège de l'est et de l'ayrshire. Le registre généalogique date de 1927. Dans les années 1950, des taureaux ayrshire ont été importés d'Écosse, puis dans les années 1960, des ayrshire de Finlande. Dans les années 1970, de la semence a été échangée avec la Norvège et la Finlande.
Cette race représentait 60 % de l'effectif laitier avec 300 000 invidus dont 550 taureaux en 1997, mais l'effectif est en décroissance face à la poussée de la holstein, peinant à dépasser 150 000.

## Morphologie
Elle porte une robe rouge unie, mais il existe des individus pie rouge. 
La vache pèse 550 kg et le taureau 800 kg.

## Aptitudes
C'est une race classée laitière. Elle produit en moyenne 8500 kg de lait à 4,33 % de matière grasse et 3,5 % de protéines. 
Elle est appréciée pour la richesse de son lait, ses facultés d'adaptation au climat nordique, sa fertilité, ses vêlages faciles et sa docilité.